# Vesel Demaku
Vesel Demaku (Altenmarkt an der Triesting, 5 de febrero de 2000) es un futbolista kosovar que juega en la demarcación de delantero para el SC Rheindorf Altach de la Bundesliga.

## Selección nacional
Tras jugar en las categorías inferiores de la selección, finalmente hizo su debut con la selección de Kosovo el 20 de marzo de 2025 en un encuentro de la Liga de Naciones de la UEFA 2024-25 contra Islandia que finalizó con un resultado de 2-1 a favor del combinado kosovar tras el gol de Orri Óskarsson para Islandia, y de Lumbardh Dellova y Elvis Rexhbeçaj para Kosovo.

## Clubes
| Club                           | País    | Año       | Partidos | Goles |
| ------------------------------ | ------- | --------- | -------- | ----- |
| FK Austria Viena II            | Austria | 2018-2022 | 18       | 1     |
| FK Austria Viena               | Austria | 2018-2022 | 79       | 1     |
| SK Sturm Graz II               | Austria | 2022      | 2        | 0     |
| SK Sturm Graz                  | Austria | 2022      | 7        | 0     |
| SK Austria Klagenfurt (cedido) | Austria | 2023      | 14       | 0     |
| SK Sturm Graz II               | Austria | 2023      | 9        | 2     |
| SC Rheindorf Altach            | Austria | 2024-     | 46       | 1     |